# Montbrison-sur-Lez
Montbrison-sur-Lez – miejscowość i gmina we Francji, w regionie Owernia-Rodan-Alpy, w departamencie Drôme.
Według danych na rok 1990 gminę zamieszkiwało 266 osób, a gęstość zaludnienia wynosiła 21 osób/km² (wśród 2880 gmin regionu Rodan-Alpy Montbrison-sur-Lez plasuje się na 1362. miejscu pod względem liczby ludności, natomiast pod względem powierzchni na miejscu 927.).